# Délégation de Souk Lahad
Souk Lahad est une délégation tunisienne dépendant du gouvernorat de Kébili.
En 2004, elle compte 26 732 habitants dont 12 798 hommes et 13 934 femmes répartis dans 5 164 ménages et 5 933 logements.